# École nationale supérieure d'électronique, informatique, télécommunications, mathématiques et mécanique de Bordeaux
Fundada en 1920, l’École nationale supérieure d'électronique, informatique, télécommunications, mathématiques et mécanique de Bordeaux, també anomenada ENSEIRB-MATMECA, és una Grande école d'enginyeria de França. Està situada a Bordeus, França: Campus a Talença.
L’ENSEIRB - MATMECA és un establiment públic d'ensenyament superior i recerca tècnica.
L'Escola lliura 
- el diploma d'enginyer de ENSEIRB - MATMECA (Màster Ingénieur ENSEIRB - MATMECA).

## Admissió i escolaritat
L'ingrés a l'ENSEIRB - MATMECA s'efectua per 
- concurs (estudiants francesos)
- programa europeu ERASMUS (estudiants Europe)

La majoria dels estudiants francesos són admesos després de dos o tres anys de classes preparatòries. Aquests dos anys equivalen als dos primers anys d'estudis universitaris, en els quals s'estudia a fons sobretot Matemàtiques i Física.